# Trox
A Trox az irhabogárfélék (Trogidae) családjába tartozó, világszerte elterjedt rovarnem. 
A családba és a nembe tartozó fajok kiszáradó tetemeken, madár- és emlősfészkekben élnek (nekrofágok); lárváik  elsősorban keratinnal táplálkoznak.

## Magyarországi fajai
A Magyar Természettudományi Múzeum Mátra Múzeumának Közleményeiben (Folia historico-naturalia Musei matraensis) megjelent a Magyarországról kimutatott hat Trox-faj lelőhelyeinek felsorolása. Ezek a fajok:
- Trox cadaverinus Illiger, 1802 – nagy irhabogár
- Trox eversmannii Krynicki, 1801 – homoki irhabogár
- Trox niger Rossi, 1792 – gömböc irhabogár
- Trox perrisii Fairmaire, 1868 – fészeklakó irhabogár
- Trox sabulosus (Linnaeus, 1767) – közönséges irhabogár
- Trox scaber (Linnaeus, 1767) – rövidsörtés irhabogár.

A Trox nem képviselői megtalálhatók például a Debreceni Nagyerdő természetvédelmi területén.
A magyarországi fajok is azonosíthatók a lengyelországi Trox-fajok határozókulcsa segítségével.

## A nem fajlistája
A nembe tartozó fajok teljességre nem törekvő listája, a honos fajok félkövérrel:
- Trox acanthinus Harold, 1872 (Mexikó)
- Trox aculeatus Harold, 1872 (Dél-Afrika)
- Trox aequalis Say, 1831 (Kanadától Mexikóig)
- Trox affinis Robinson, 1940 (USA)
- Trox alatus Macleay, 1888 (Ausztrália)
- Trox alius Scholtz, 1986 (Nyugat-Ausztrália)
- Trox amictus Haaf, 1954 (Ausztrália)
- Trox antiquus Wickham, 1909 (fosszília: Latest Eocene, Florissant, USA)
- Trox aphanocephalus Scholtz, 1986 (Ausztrália)
- Trox arcuatus Haaf, 1953 (Dél-Afrika)
- Trox atrox LeConte, 1854 (USA)
- Trox augustae Blackburn, 1892 (Ausztrália)
- Trox boucomonti Paulian, 1933 (Kína, Vietnám)
- Trox braacki Scholtz, 1980 (Dél-Afrika)
- Trox brahminus Pittino, 1985 (Indiától Vietnámig)
- Trox brincki Haaf, 1958 (Lesotho)
- Trox cadaverinus Illiger, 1801 (Európától Kínáig); nagy irhabogár
- Trox caffer Harold, 1872 (Dél-Afrika)
- Trox cambeforti Pittino, 1985 (Kína)
- Trox cambodjanus Pittino, 1985 (Kambodzsa, Laosz)
- Trox candidus Harold, 1872 (Ausztrália)
- Trox capensis Scholtz, 1979 (Dél-Afrika)
- Trox capillaris Say, 1823 (Kanadától az USA déli területeiig)
- Trox carinicollis Scholtz, 1986 (Nyugat-Ausztrália)
- Trox ciliatus Blanchard, 1846 (Argentína, Bolívia)
- Trox clathratus (Reiche, 1861) (Korzika)
- Trox conjunctus Petrovitz, 1975 (Kína)
- Trox consimilis Haaf, 1953 (Dél-Afrika)
- Trox contractus Robinson, 1940 (Texas)
- Trox coracinus Gmelin, 1788 (ismeretlen)
- Trox cotodognanensis Compte, 1986 (Spanyolország)
- Trox cribrum Gené, 1836 (Franciaország, Szardínia)
- Trox cricetulus Ádám, 1994 (Horvátország, Spanyolország)
- Trox curvipes Harold, 1872 (Ausztrália)
- Trox cyrtus Haaf, 1953 (Dél-Afrika)
- Trox demarzi Haaf, 1958 (Ausztrália)
- Trox dhaulagiri Paulus, 1972 (Nepál)
- Trox dilaticollis Macleay, 1888 (Ausztrália)
- Trox dohrni Harold, 1871 (Nyugat-Ausztrália)
- Trox doiinthanonensis Masumoto, 1996 (Thaiföld)
- Trox elderi Blackburn, 1892 (Dél-Ausztrália)
- Trox elongatus Haaf, 1954 (Észak-Ausztrália)
- Trox erinaceus LeConte, 1854 (Dél-Karolina)
- Trox euclensis Blackburn, 1892 (Ausztrália)
- Trox eversmanni Krynicky, 1832 (Közép-Európától Szibériáig), homoki irhabogár
- Trox fabricii Reiche, 1853 (Spanyolország, Szicíliától Észak-Afrikáig)
- Trox fascicularis Wiedemann, 1821 (Dél-Afrika)
- Trox fascifer LeConte, 1854 (Kalifornia)
- Trox floridanus Howden & Vaurie, 1957 (Florida)
- Trox formosanus Nomura, 1973 (Tajvan)
- Trox foveicollis Harold, 1857 (USA)
- Trox frontera Vaurie, 1955 (Texas)
- Trox gansuensis Ren, 2003 (Kína)
- Trox gemmulatus Horn, 1874 (Kalifornia)
- Trox gigas Harold, 1872 (Ausztrália)
- Trox gonoderus Fairmaire, 1901 (Madagaszkár)
- Trox granuliceps Haaf, 1954 (Ausztrália)
- Trox granulipennis Fairmaire, 1852 (Észak-Afrikától Spanyolországig és a Közel-Keletig)
- Trox gunki Scholtz, 1980 (Dél-Afrika)
- Trox hamatus Robinson, 1940 (USA)
- Trox hispidus (Pontoppidan, 1763)
- Trox horridus Fabricius, 1775 (Dél-Afrika)
- Trox howdenorum Scholtz, 1986 (Nyugat-Ausztrália)
- Trox howelli Howden & Vaurie, 1957 (Florida, Texas)
- Trox ineptus Balthasar, 1931 (Transzbajkál)
- Trox insularis Chevrolat, 1864 (Az USA déli része, Kuba)
- Trox kerleyi Masumoto, 1996 (Thaiföld)
- Trox kiuchii Masumoto, 1996 (Thaiföld)
- Trox klapperichi Pittino, 1983 (Törökországtól Szaúd-Arábiáig, Közel-Kelet)
- Trox kyotensis Ochi & Kawahara, 2000 (Japán)
- Trox lama Pittino, 1985 (Tibet)
- Trox laticollis LeConte, 1854 (New York)
- Trox leonardii Pittino, 1983 (Spanyolországtól Észak-Afrikáig, Izrael)
- Trox levis Haaf, 1953 (Dél-Afrika)
- Trox litoralis Pittino, 1991 (Dél-Európa: Olaszországtól Görögországig)
- Trox luridus Fabricius, 1781 (Dél-Afrika)
- Trox lutosus Marsham, 1802 Nagy-Britannia)
- Trox mandli Balthasar, 1931 (Transzbajkál)
- Trox mariae Scholtz, 1986 (Nyugat-Ausztrália)
- Trox mariettae Scholtz, 1986 (Észak-Ausztrália)
- Trox marshalli Haaf, 1957 (Ausztrália)
- Trox martini (Reitter, 1892) (North Afrika)
- Trox matsudai Ochi & Hori, 1999 (Japan)
- Trox maurus Herbst, 1790 (ismeretlen elterjedés)
- Trox montanus Kolbe, 1891 (Afrika)
- Trox monteithi Scholtz, 1986 (Ausztrália)
- Trox morticinii Pallas, 1781 (Közép-Ázsia)
- Trox mutsuensis Nomura, 1937 (Japán)
- Trox nama Kolbe, 1908 (Dél-Afrika)
- Trox nanniscus Peringuey, 1901 (Dél-Afrika)
- Trox nasutus Harold, 1872 (Dél-Afrika)
- Trox natalensis Haaf, 1954 (Dél-Afrika)
- Trox necopinus Scholtz, 1986 (Zambia)
- Trox niger Rossi, 1792 (Európa), gömböc irhabogár
- Trox nigrociliatus Kolbe, 1904 (Etiópia)
- Trox nigroscobinus Scholtz, 1986 (Nyugat-Ausztrália)
- Trox niponensis Lewis, 1895 (Japán)
- Trox nodulosus Harold, 1872 (Szardínia, Korzika)
- Trox nohirai Nakane, 1954 (Japan)
- Trox novaecaledoniae Balthasar, 1966 (Új-Kaledónia)
- Trox opacotuberculatus Motschulsky, 1860 (Japán, Tajvan)
- Trox oustaleti Scudder, 1879 (fosszília: Eocén; Nine-mile Creek, Brit Columbia)
- Trox ovalis Haaf, 1957 (Észak-Ausztrália)
- Trox pampeanus Burmeister, 1876 (Argentína)
- Trox parvicollis Scholtz, 1986 (Észak-Ausztrália)
- Trox pastillarius Blanchard, 1846 (Dél-Amerika)
- Trox pellosomus Scholtz, 1986 (Ausztrália)
- Trox penicillatus Fahraeus, 1857 (Dél-Afrika)
- Trox perhispidus Blackburn, 1904 (Ausztrália)
- Trox perlatus Geoffroy, 1762 (Nagy-Britanniától Spanyolországig és Olaszországig)
- Trox perrieri Fairmaire, 1899 (Madagaszkár)
- Trox perrisii Fairmaire, 1868 (Európa, Észak-Afrika), fészeklakó irhabogár
- Trox placosalinus Ren, 2003 (Kína)
- Trox planicollis Haaf, 1953 (Dél-Afrika)
- Trox plicatus Robinson, 1940 (az USA déli államai)
- Trox poringensis Ochi, Kon & Kawahara, 2005 (Borneó, Jáva)
- Trox puncticollis Haaf, 1953 (Szaúd-Arábia)
- Trox pusillus Peringuey, 1908 (Afrika)
- Trox quadridens Blackburn, 1892 (Ausztrália)
- Trox quadrimaculatus Ballion, 1870 (Turkesztán)
- Trox quadrinodosus Haaf, 1954 (Ausztrália)
- Trox regalis Haaf, 1954 (Ausztrália)
- Trox rhyparoides (Harold, 1872) (Afrika)
- Trox rimulosus Haaf, 1957 (India)
- Trox robinsoni Vaurie, 1955 (Kanadától Texasig)
- Trox rotundulus Haaf, 1957 (Ausztrália)
- Trox rudebecki Haaf, 1958 (Dél-Afrika)
- Trox sabulosus (Linnaeus, 1758) (Nagy-Britanniától Szibériáig), közönséges irhabogár
- Trox salebrosus Macleay, 1872 (Ausztrália)
- Trox scaber (Linnaeus, 1767) (Holarktikus, Észak-Afrika, Dél-Amerika, Ausztrália), rövidsörtés irhabogár
- Trox semicostatus Macleay, 1872 (Ausztrália)
- Trox setifer Waterhouse, 1875 (Japán)
- Trox setosipennis Blackburn, 1904 (Ausztrália)
- Trox sonorae LeConte, 1854 (Kanadától Új-Mexikóig)
- Trox sordidatus Balthasar, 1936 (Délkelet-Európa)
- Trox sordidus LeConte, 1854 (Kanadától Texasig)
- Trox spinulosus Robinson, 1940 (USA)
- Trox squamiger Roth, 1851 (Afrika, Arábia)
- Trox squamosus Macleay, 1872 (Ausztrália, Új-Guinea)
- Trox stellatus Harold, 1872 (Nyugat-Ausztrália)
- Trox strandi Balthasar, 1936 (Algéria)
- Trox striatus Melsheimer, 1846 (USA)
- Trox strigosus Haaf, 1953 (Dél-Afrika)
- Trox strzeleckensis Blackburn, 1895 (Ausztrália)
- Trox sugayai Masumoto & Kiuchi, 1995 (Japán)
- Trox sulcatus Thunberg, 1787 (Dél-Afrika)
- Trox taiwanus Masumoto, Ochi & Li, 2005 (Tajvan)
- Trox talpa Fahraeus, 1857 (Dél-Afrika)
- Trox tasmanicus Blackburn, 1904 (Tasmania)
- Trox tatei Blackburn, 1892 (Ausztrália)
- Trox terrestris Say, 1825 (USA)
- Trox tibialis Masumoto, Ochi & Li, 2005 (Tajvan)
- Trox torpidus Harold, 1872 (Közép-Amerika)
- Trox transversus Reiche, 1856 (Görögország, Szíria, Törökország)
- Trox trilobus Haaf, 1954 (Ausztrália, Új-Guinea)
- Trox tuberculatus (De Geer, 1774) (USA)
- Trox uenoi Nomura, 1961 (Japán)
- Trox unistriatus Palisot de Beauvois, 1818 (Kanadától Texasig)
- Trox variolatus Melsheimer, 1846 (Kanadától Mexikóig)
- Trox villosus Haaf, 1954 (Ausztrália)
- Trox yamayai Nakane, 1983 (Japán)
- Trox yangi Masumoto, Ochi & Li, 2005 (Tajvan)
- Trox zoufali Balthasar, 1931 (Tajvan)

## Képgaléria

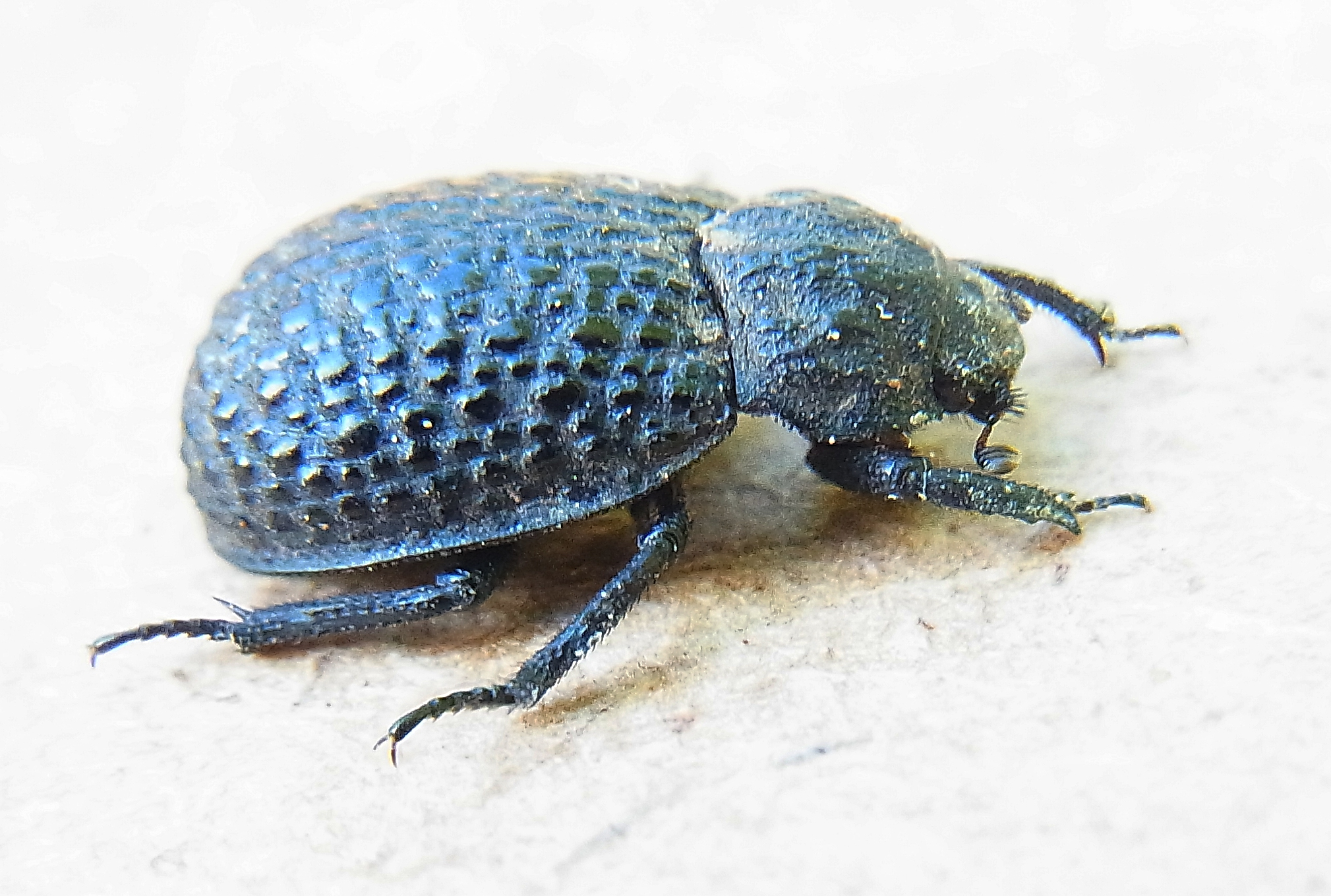
Trox perlatus oldalnézetben
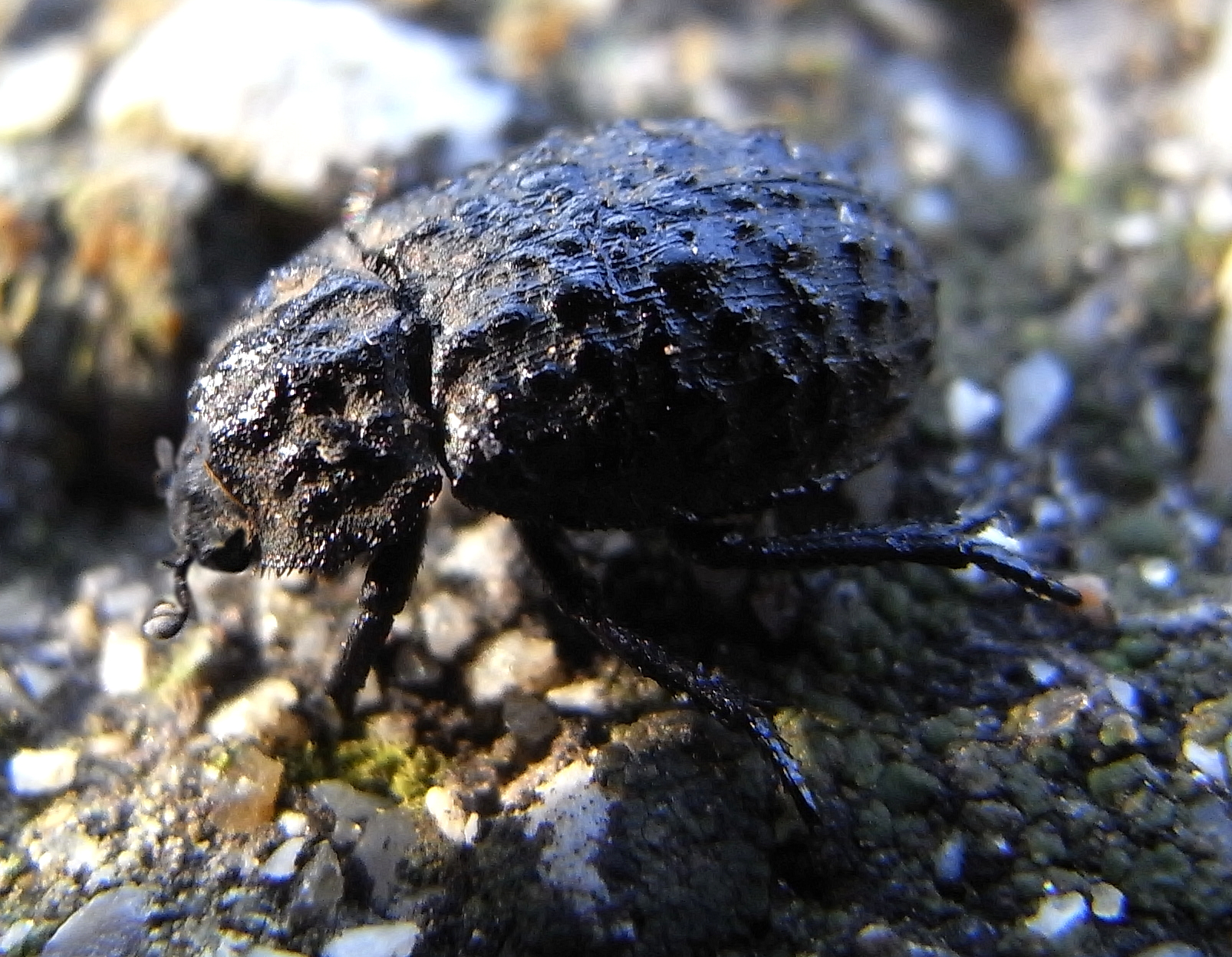
Trox perlatus
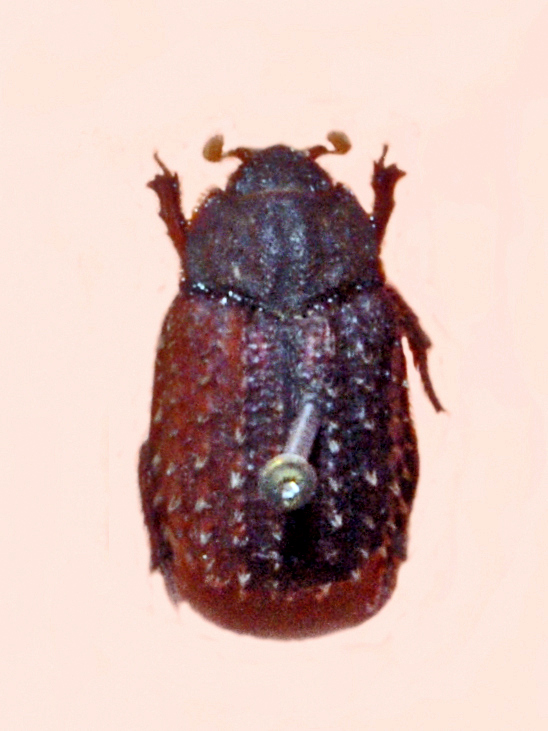
Trox hispidus